# 天主教沃姆扎教区
天主教沃姆扎教區（拉丁語：Dioecesis Lomzensis）是波蘭一個羅馬天主教教區。位於波蘭東北部，屬比亞韋斯托克總教區。
2011年，在當地546,398人口中，有教友541,589人，佔轄區總人口99.1%、181個堂區、514名司鐸、38名修士、141名修女。現任主教為斯坦尼斯勞·斯特凡內科。
1798年3月25日升為教區，原稱塞伊內-奧古斯圖教區（de Sejna seu Augustoviensis）。1925年10月28日改名至今。